# 琥珀色に染まるこの街は
「琥珀色に染まるこの街は」（こはくいろにそまるこのまちは）は、HOME MADE 家族の楽曲で、通算21作目のシングル。2012年1月25日に発売。発売元はKi/oon Records。
2012年の第一弾シングルであり、共同プロデューサーにNAOTO (ORANGE RANGE) を迎えた。
表題曲は、テレビ東京系音楽番組『流派-R』エンディングテーマ。カップリングは、イギリスのバンド、ビートルズの「アクロス・ザ・ユニバース」のカヴァーで、三井不動産レジデンシャルCMソングに使われた。
初回生産限定盤には、「家族Fes.2011ダイジェスト & はじめての台湾」の映像が収録されたDVDが封入されている。

## 収録内容

### CD
1. 琥珀色に染まるこの街は [4:07]
作詞：KURO・MICRO・U-ICHI、作曲：KURO・MICRO・U-ICHI・NAOTO(ORANGE RANGE)
2. Across The Universe / MICRO from HOME MADE 家族 [3:53]
作詞・作曲：Lennon & McCartney

### 初回盤付属DVD
1. 家族Fes.2011ダイジェスト & はじめての台湾